# Хорган, Джон (журналист)
Джон Хорган (родился в 1953 году) — американский научный журналист, наиболее известный своей книгой «Конец науки» (1996). Писал для многих изданий, включая National Geographic, Scientific American, The New York Times, Time, Newsweek и IEEE Spectrum. Среди его наград — две премии в области научной журналистики от Американской ассоциации содействия развитию науки и премия Национальной ассоциации научных писателей. Его статьи были включены в издания The Best American Science and Nature Writing за 2005, 2006 и 2007 годы. В 2010—2020 гг. вёл блог «Cross-Check» для ScientificAmerican.com.
В 1983 году окончил факультет журналистики Колумбийского университета. Хорган работал штатным автором журнала Scientific American с 1986 по 1997 год, когда журнал уволил его из-за разногласий по поводу его первой книги «Конец науки».

### Книги
- (1996) The End of Science: Facing the Limits of Science in the Twilight of the Scientific Age. New York: Broadway Books.
- (1999) The Undiscovered Mind: How the Human Brain Defies Replication, Medication and Explanation. New York: Touchstone.
- (2002)  Where Was God on September 11? A Scientist Asks a Ground Zero Pastor. With Reverend Frank Greer. San Francisco: Browntrout Publishers.
- (2003) Rational Mysticism: Dispatches from the Border Between Science and Spirituality. New York: Houghton Mifflin.
- (2012) The End of War. San Francisco: McSweeney's.
- (2018) Mind-Body Problems: Science, Subjectivity & Who We Really Are (Free online book)
- (2020) Pay Attention: Sex, Death, and Science. Terra Nova Press.
- (2023) My Quantum Experiment (Free online book)

### Статьи
- Хорган Дж. Вселенские истины (Тенденции развития космологии) // В мире науки, 1990, № 12, 62–72.
- Хорган Дж. У истоков жизни (Тенденции эволюции) // В мире науки, 1991, № 4, 68–79.
- Хорган Дж. Революционер поневоле (Профиль: Томас Кун) // В мире науки, 1991, № 7, 93–96.
- Хорган Дж. Все начинается с «бита» (Профиль: Джон Арчибальд Уилер) // В мире науки, 1991, № 8, 93–95.
- Хорган Дж. Мефистофель нейробиологии (Профиль: Фрэнсис Крик) // В мире науки, 1992, № 5, 24–26.
- Хорган Дж. Одинокий Одиссей физики элементарных частиц (Профиль: Марри Гелл-Ман) // В мире науки, 1992, № 5, 53–55.
- Хорган Дж. Квантовая философия (Тенденции развития физики) // В мире науки, 1992, № 9 – № 10, 70–80. [publ.lib.ru/ARCHIVES/_CLASSES/UNI_SER_JUR/_Uni_ser_jur.html]
- Horgan J. The Death of Proof (Trends in Mathematics). Scientific American, October 1993, Vol. 269, No. 4, pp. 92–103. pdf
- Horgan J. Particle Metaphysics (Trends in Physics). Scientific American, February 1994, Vol. 270, No. 2, pp. 96–106. pdf
- Horgan J. The Final Frontier: Are We Reaching the Limits of Science? Discover, September 2006. https://www.discovermagazine.com/the-sciences/the-final-frontier-are-we-reaching-the-limits-of-science
- Horgan J. The Consciousness Conundrum. IEEE Spectrum, June 2008. https://spectrum.ieee.org/the-consciousness-conundrum
- Horgan J. Will Quantum Computing Ever Live Up to Its Hype? Scientific American, April 2021. https://www.scientificamerican.com/article/will-quantum-computing-ever-live-up-to-its-hype/

### Переводы на русский
- Хорган Дж. Конец науки: Взгляд на ограниченность знания на закате Века Науки / Пер. с англ. М. Жуковой. — М.: Амфора, 2001.

### Критика на русском
- Крылов О.В. Будет ли конец науки? // Российский химический журнал, 1999, № 6, 96–108. http://vivovoco.astronet.ru/VV/PAPERS/ECCE/ETHICS/KRYLOV.HTM
- Балацкий Е.В. Конец науки по Дж. Хоргану // Науковедение, 2002, № 3, 186–199. https://nonerg-econ.ru/cat/6/216/
- Бородулин В.Ю. «Конец науки» по-русски: О постмодернистском «конце науки» Дж. Хоргана и постсоветском конце науки в России // Философия науки, 2011, № 1 (48), 17–56.